# Tyria grisescens
Tyria grisescens är en fjärilsart som beskrevs av Arnold Spuler 1906. Tyria grisescens ingår i släktet Tyria och familjen björnspinnare. Inga underarter finns listade i Catalogue of Life.